# Ashtabula County
Ashtabula County är ett administrativt område i delstaten Ohio, USA, med 101 497 invånare. Den administrativa huvudorten (county seat) är Jefferson.

## Geografi
Enligt United States Census Bureau har countyt en total area på 3 544 km². 1 819 km² av den arean är land och 1 725 km² är vatten.

### Angränsande countyn
- Erie County, Pennsylvania - nordost
- Crawford County, Pennsylvania - öst
- Trumbull County - syd
- Geauga County - sydväst
- Lake County - väst
- gränsar till Kanada i norr